# Тоні Беннетт (баскетболіст)
Тоні Беннетт (англ. Tony Bennett, 1 червня 1969) — американський баскетболіст і тренер.
Переможець Панамериканських ігор 1991 року.
Як тренер: переможець юнацького чемпіонату світу (U-19) 2013 року.